# Иванково
Иванково је насеље и седиште истоимене општине у Републици Хрватској. Налази се у Вуковарско-сремској жупанији.

## Становништво
На попису становништва 2011. године, општина Иванково је имала 8.006 становника, од чега у самом Иванкову 6.194.
По попису становништва из 2001. године, општина Иванково имала је 8.676 становника, распоређених у 3 насеља:
- Иванково — 6.695
- Прковци — 600
- Ретковци — 1.381

## Попис1991.
На попису становништва 1991. године, насељено место Иванково је имало 6.354 становника, следећег националног састава:
| Попис 1991.‍   | Попис 1991.‍  | Попис 1991.‍ | Попис 1991.‍ | Попис 1991.‍ |
| ------------- | ------------ | ----------- | ----------- | ----------- |
|               |              |             |             |             |
| Хрвати        | Хрвати       |             | 6.218       | 97,85%      |
| Срби          | Срби         |             | 22          | 0,34%       |
| Југословени   | Југословени  |             | 12          | 0,18%       |
| Мађари        | Мађари       |             | 8           | 0,12%       |
| Немци         | Немци        |             | 6           | 0,09%       |
| Словаци       | Словаци      |             | 4           | 0,06%       |
| Словенци      | Словенци     |             | 4           | 0,06%       |
| Албанци       | Албанци      |             | 1           | 0,01%       |
| Македонци     | Македонци    |             | 1           | 0,01%       |
| Пољаци        | Пољаци       |             | 1           | 0,01%       |
| неопредељени  | неопредељени |             | 14          | 0,22%       |
| регион. опр.  | регион. опр. |             | 2           | 0,03%       |
| непознато     | непознато    |             | 61          | 0,96%       |
| укупно: 6.354 |              |             |             |             |

## Управа
Општински начелник је Бранко Галић, а заменик начелника Милан Шпољарић, обојица чланови Хрватске демократске заједнице. Председник четрнаесторочланог Општинског већа је Адам Тисуцки, такође члан ХДЗ-а.